# Ветряная мельница из деревни Ладощина
Ветряная мельница из деревни Ладощина — памятник архитектуры. Расположен в Великом Новгороде, современный адрес дома — Витославлицы, строение 19.
Мельница шатрового (голландского) типа была построена в 1920-х годах; этот тип был широко распространён в России, включая Новгородскую губернию, с начала XVIII века. В Ладощине леса мало, поэтому при постройке вместе с новыми, осиновыми, еловыми и сосновыми, были использованы старые брёвна.
Мельница рублена «в лапу», покрыта дранкой. Основной сруб, в котором расположен механизм — восьмигранный, у первого яруса диаметр 7,7 м, вместе с конусообразной частью высота — 10,4 м. С обратной стороны от крыльев закреплён рычаг-«волотило», за счёт которого и поворачивается «шапка» с крыльями; в «шапке» расположен горизонтальный вал, передающий движение на вал-стояк, который через две шестерни движет жернов.
Перед перевозом в музей Витославлицы мельница была в аварийном состоянии: сруб покосился, некоторые его брёвна пришли в негодность, как и части балок, перекрытий и горизонтальный вал; дранка частью отсутствовала, частью прогнила. В 1971 году мельницу перевезли и отреставрировали с полным восстановлением механизма под руководством Л. Е. Красноречьева.
Реставрация механизма была осуществлена с помощью изучения мельницы в деревне Завал Новгородского района; впоследствии она была переоборудована под краеведческий музей. При восстановлении было допущено две ошибки: в размерах малой шестерни (что при пуске перед приёмкой привело к слому зубцов большой, разлёту осколков и в отказе прораба работать рядом с этим зданием) и в длине крыльев. После проведения работ отмечалось, что шапку и крылья обязательно хотя бы раз в месяц проворачивать, но как минимум в ближайшие годы после реставрации это не выполнялось.